# 平尾台

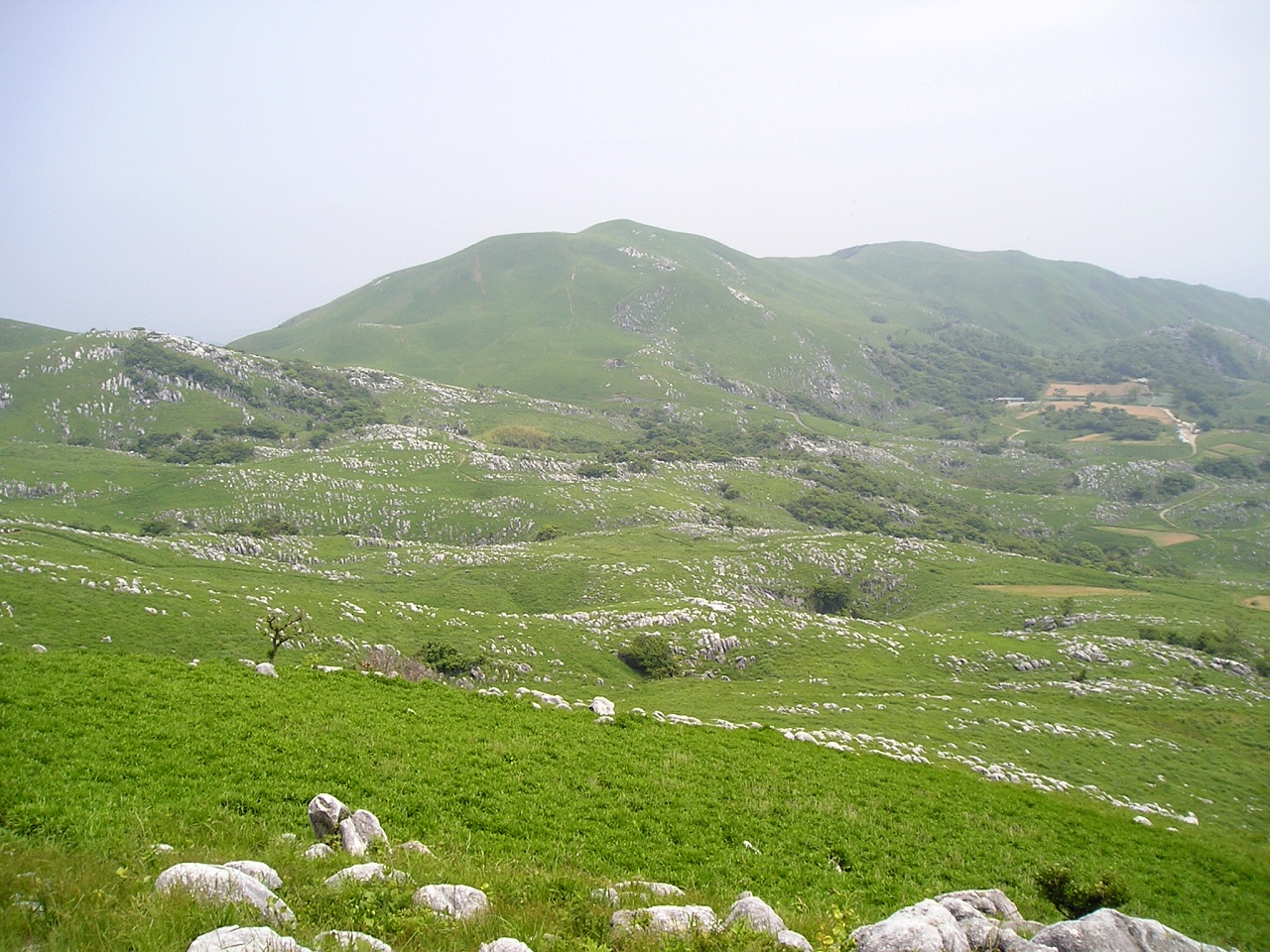
平尾台（大平山から羊群原を望む）

平尾台（ひらおだい）は、福岡県北東部に位置する北九州市小倉南区、行橋市、田川郡香春町、京都郡苅田町、同みやこ町に跨る標高370～710m、台上面積約12km2の結晶質石灰岩からなるカルスト台地である。ただし、東北部の一帯はカルスト地帯ではなく、花崗閃緑岩からなる。小倉南区の地名でもある。国の天然記念物に指定されている。
標高はそれほど高くないが、気候は北九州市街地に比べると寒冷であり、年によっては4月でも降雪がある。

## 概要

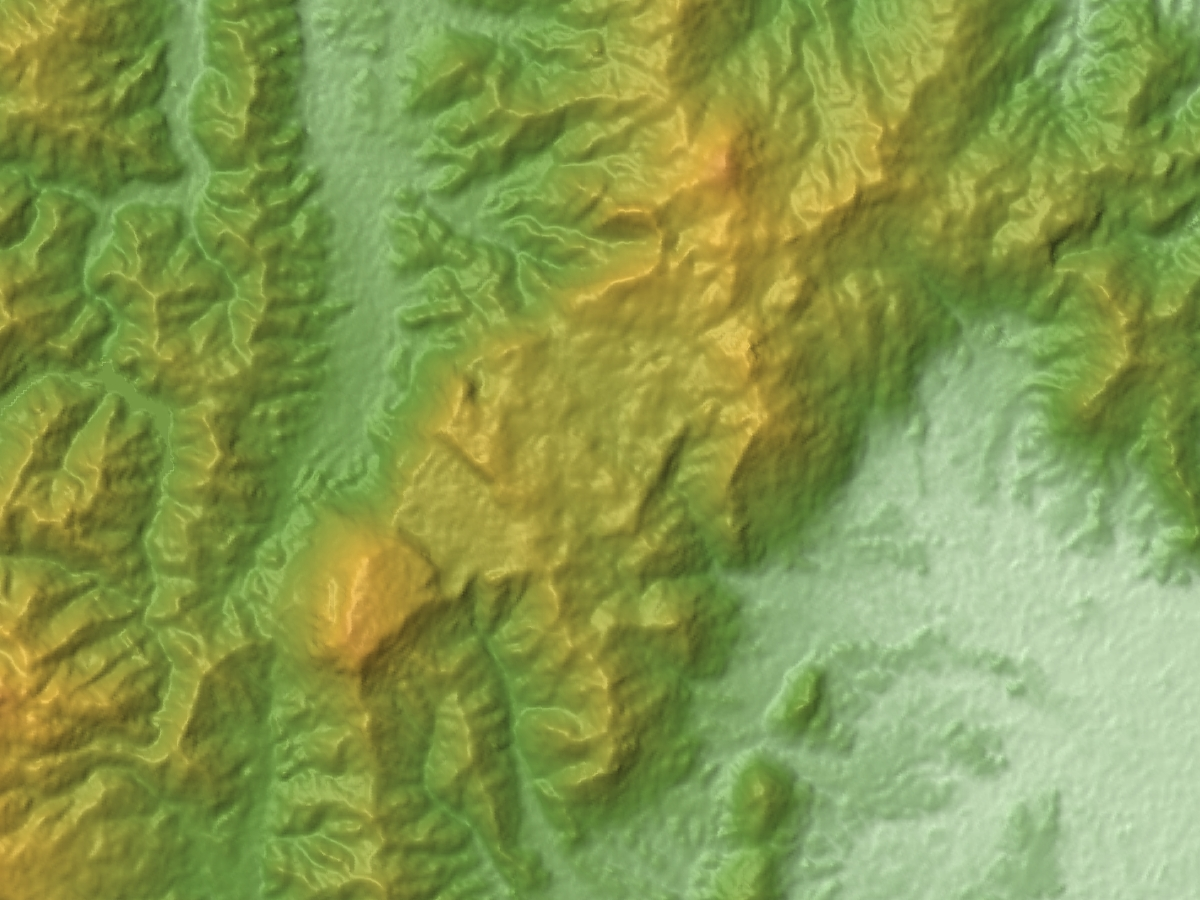
平尾台の地形図

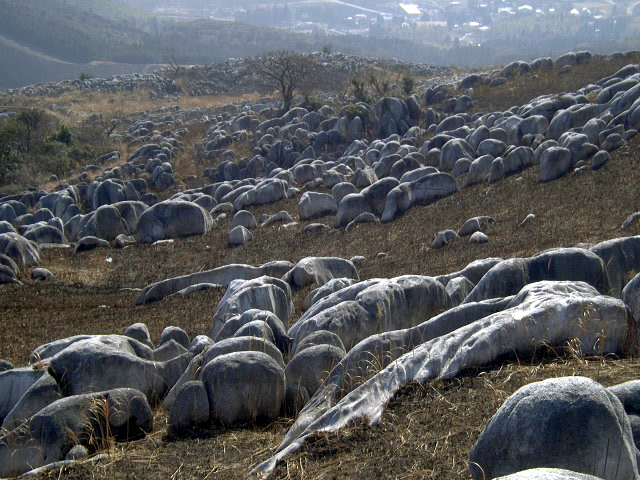
羊群原の石灰岩柱

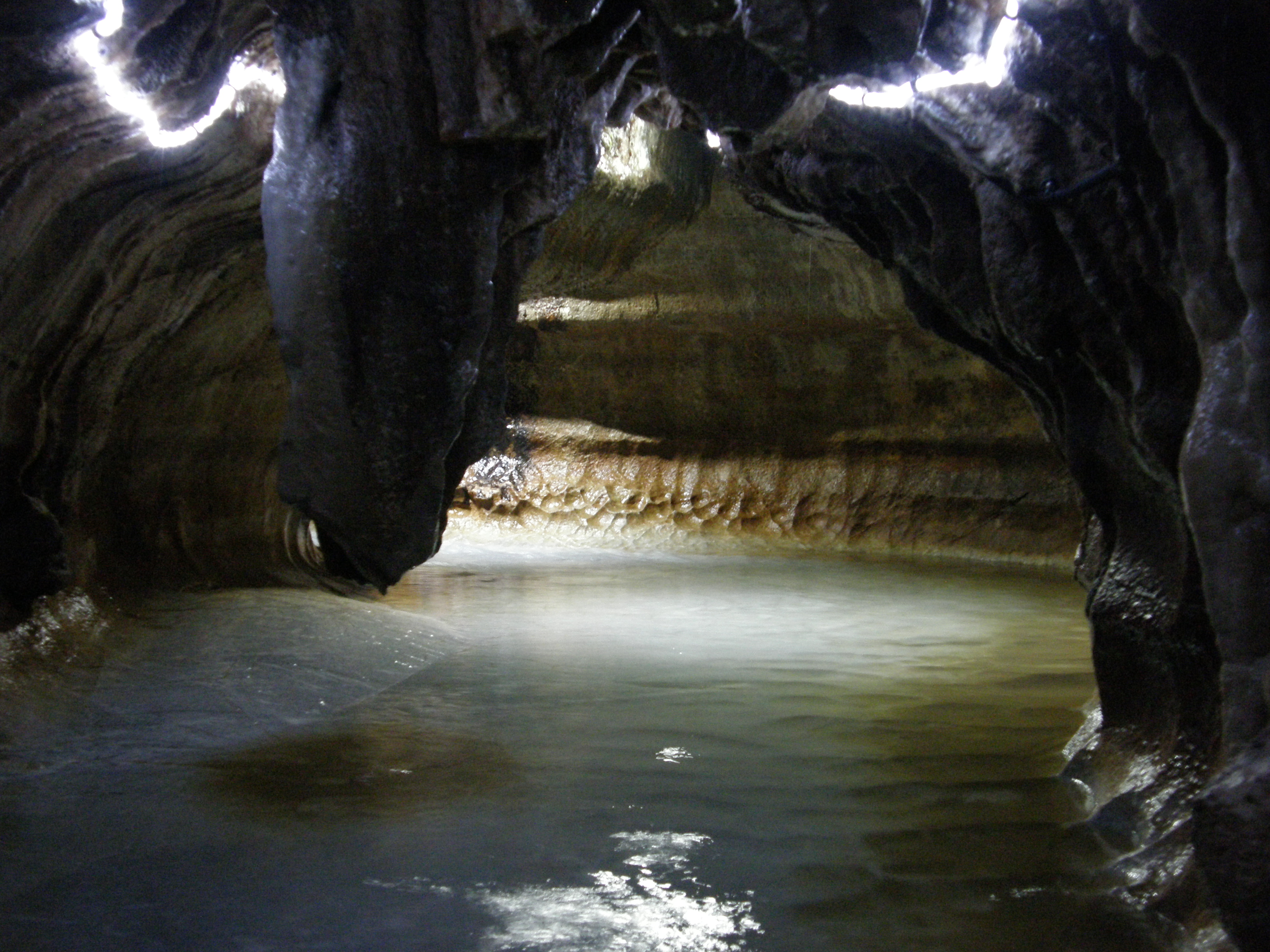
千仏鍾乳洞内部

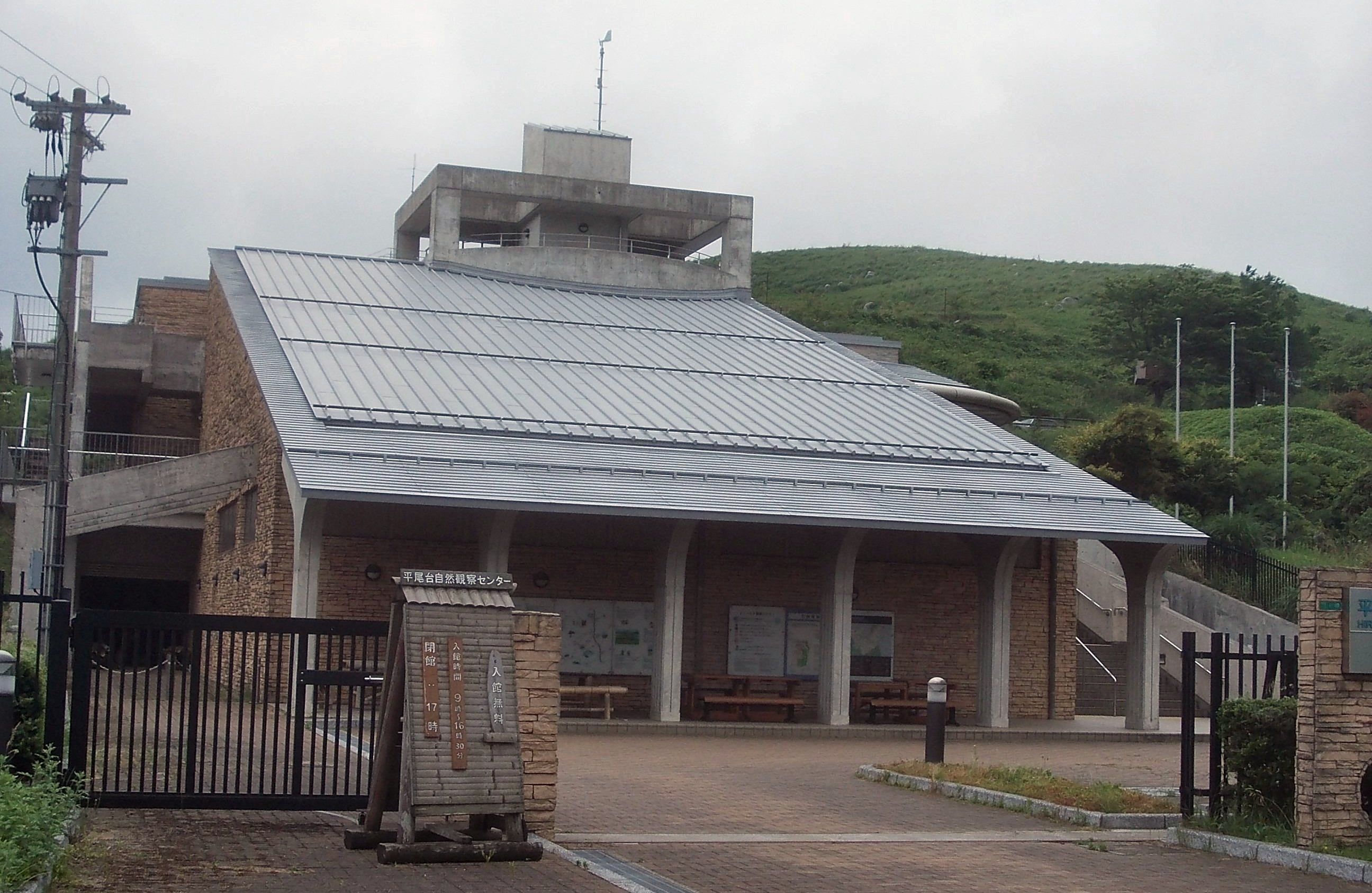
平尾台自然観察センター

最高峰は北九州市小倉南区の貫山 (712m) でその周辺には400m～600m級の山が点在する。千仏鍾乳洞、目白洞、牡鹿洞、青龍窟などの鍾乳洞が点在し、大小のドリーネのあるカルスト地形が広がっている。日本三大カルストと呼ばれ、北九州国定公園に指定されている。景観が良く、北九州市下曽根地区、苅田町の工業地帯、行橋市中心部、中津市、山口県が一望でき、国東半島や姫島、由布岳・鶴見岳も見えることがある。
半自然の草原景観を守るために、毎年2月下旬から3月上旬頃に野焼きが行われる。1977年3月25日に行われた野焼きでは強風に煽られて全山に火が回り、消防署員が巻き込まれ5人が殉職する事故も発生した。消火に当たっては小倉駐屯地の第40普通科連隊も出動した。

## 地名
地名としては小倉南区新道寺・木下・市丸・小森・呼野・貫・井手浦、苅田町谷・法正寺、行橋市千仏・内蔵・矢山・高来・福丸・徳永・入覚、みやこ町勝山上矢山・勝山矢山・勝山浦河内及び香春町採銅所と、広い範囲にわたっている。
中心となる北九州市では、2003年2月に新道寺の一部に住居表示を実施し、「平尾台」一丁目-三丁目の町名を設定した。

## 観光
平尾台自然観察センター、平尾台自然の郷といった入場無料の学習、行楽施設も作られており、ハイキング、ピクニックにも適した場所である。また貫山などの山は登山にも適しており、北九州市を代表する観光地の一つである。
毎年夏には平尾台観光祭が行われ、東大野八幡神社によって観光者の安全を祈念され、花火大会や催し物などが行われている。近年では、地元住民が魅力発信を行い案内するサービスも行われるようになった。

## 名所・観光施設・地域内の各種施設など
- 羊群原
- 平尾台自然観察センター
- 平尾台自然の郷
- 鍾乳洞
  - 千仏鍾乳洞
  - 目白洞
  - 牡鹿洞
  - 青龍窟
  - 無名穴
  - 光水洞
- 北九州子どもの村小学校・中学校

## イベント
2010年4月18日、「北九州・平尾台トレイルランニング（トレラン）レース」が開催された。なお、コース設定は石川弘樹が手がけた。

## アクセス

### 乗合タクシー
乗合タクシー「おでかけ交通」（平尾台観光タクシーが運行）が3月20日から11月30日までの土日祝日に限り運行されている。
- 西鉄バス中谷営業所 - JR九州日田彦山線石原町駅 - 吹上峠 - 平尾台自然の郷 - 平尾台自然観察センター（平尾台観光タクシー）
  - 運賃（平尾台地区まで） - 大人は中谷営業所より600円・石原町駅より500円、子供300円
  - 西鉄バス中谷営業所にて、各路線バスおよび高速バス（なかたに号）に乗継可能。
  - 同営業所より小倉南バスストップ（小倉南IC併設）へ徒歩で乗継可能。
  - 運行期間外の日には9時-17時の間で時刻を予約指定して運行が可能（予約は3人以上の利用で受付）。

### 自動車
- 福岡県道28号直方行橋線 - 平尾台を通り北九州市小倉北区（国道322号）と行橋市（国道201号・行橋IC）を結ぶ幹線道路。
  - 国道322号現道（旧道）「平尾台入口西」交差点またはバイパス「平尾台入口」交差点から県道28号線を東進。
  - 国道201号・行橋ICから県道28号線を西進。
- 最寄りICは九州自動車道小倉南IC（上記の国道322号に接続）もしくは東九州自動車道行橋IC